# Diabetologia Praktyczna
Diabetologia Praktyczna – dwumiesięcznik Polskiego Towarzystwa Diabetologicznego wydawany przez Wydawnictwo Via Medica. Redaktorem naczelnym jest prof. Jacek Sieradzki.
W skład rady naukowej wchodzą samodzielni pracownicy naukowi z tytułem profesora lub doktora habilitowanego z terenu Polski. Przewodniczącym rady jest prof. Czesław Wójcikowski. Artykuły ukazują się w języku polskim (drukowane są także abstrakty w języku angielskim). 

## Stałe działy
- prace oryginalne (nadesłane i tłumaczone)
- prace poglądowe (nadesłane i tłumaczone)

## Indeksacja
- Index Copernicus (IC)

Współczynniki cytowań:
- Index Copernicus (2009): 4,66[1]

Na liście czasopism punktowanych przez polskie Ministerstwo Nauki znajduje się w części B z sześcioma punktami.